# زوییج‌نرد
زوییج‌نرد (به لاتین: Zwijnaarde) یک منطقهٔ مسکونی در بلژیک است که در خنت واقع شده‌است. زوییج‌نرد ۱۲٫۰۴ کیلومتر مربع مساحت و ۶٬۸۲۲ نفر جمعیت دارد.